# حمدی القصراوی
حمدی القصراوی (عربی: حمدی القصراوی؛ زاده ۱۸ ژانویهٔ ۱۹۸۳) یک بازیکن فوتبال اهل تونس است.

## باشگاهی
از باشگاه‌هایی که در آن بازی کرده‌است می‌توان به باشگاه فوتبال اسپرانس تونس, لن, باشگاه فوتبال صفاقسی اشاره کرد.

## تیم ملی
وی همچنین در تیم ملی فوتبال تونس بازی کرده‌است.